# Georges Guignard
Georges Guignard (* 3. März 1892 in Vierzon; † 31. Oktober 1981) war ein französischer Autorennfahrer.

## Karriere
Georges Guignard war in den frühen 1920er-Jahren Werksfahrer beim französischen Automobilhersteller Rolland-Pilain. In diesem Zusammenhang war er zweimal beim 24-Stunden-Rennen von Le Mans am Start. 1923 pilotierte er gemeinsam mit Louis Sire einen Rolland-Pilain R an die 21. Stelle der Gesamtwertung. Ein Jahr später wurde er mit Gaston Delalande als Teampartner Gesamtsechster.

## Statistik

### Le-Mans-Ergebnisse
| Jahr | Team                                  | Fahrzeug                 | Teamkollege      | Platzierung |
| ---- | ------------------------------------- | ------------------------ | ---------------- | ----------- |
| 1923 | Rolland-Pilain                        | Rolland-Pilain R         | Louis Sire       | Rang 21     |
| 1924 | Ets. Automobiles Rolland et Pilain SA | Rolland-Pilain C23 Sport | Gaston Delalande | Rang 6      |